# وولف (وایومینگ)
وولف (به انگلیسی: Wolf) یک منطقهٔ مسکونی در ایالات متحده آمریکا است که در شهرستان شریدن، وایومینگ واقع شده‌است. وولف ۱٬۴۱۰٫۰۲ متر بالاتر از سطح دریا واقع شده‌است.